# Goth (lingua urdu)
Goth (urdu: گوٹھ ) è un prefisso o suffisso della lingua urdu, che significa "città" o "insediamento". Questa particella si ritrova in alcuni nomi di insediamenti umani nel Sindh, in Pakistan. Goth Lashkari, Somar Goth, Rehman Goth e Rais Goth sono anche dei quartieri della città di Karachi, nel sud del Paese, abitati in prevalenza da Sindhi.

## Insediamenti conGothnel nome
- Goth Lashkari, quartiere sindhi di Karachi
- Machi Goth
- Somar Goth, quartiere sindhi di Karachi
- Rehman Goth, quartiere sindhi di Karachi
- Rais Goth, quartiere sindhi di Karachi